# 杉浦イッコウ
杉浦 イッコウ（すぎうら いっこう、本名：一弘（かずひろ）、1946年11月17日 - ）は、日本の現代美術家。愛知県碧南市出身。アクリル絵の具を用いた「A SPACE ODYSSEY」シリーズを基調とし、独自の創作活動を展開する。

## 画歴・受賞歴
- 1966年 中部新制作展で新人賞受賞。

- 1973年 桜画廊（名古屋市）で個展開催。

- 1974年 彩雲堂画廊（岡崎市）で個展開催。

- 1977年-1985年 ギャラリー安里（名古屋市）で個展開催。

- 1982年-1988年 ギャラリーアトリエ（碧南市）で個展開催。

- 1984年-1987年 画廊むらずみ（岡崎市）で個展開催。

- 1986年 第16回日本国際美術展で国立国際美術館賞受賞／第7回現代日本絵画展で朝日新聞社賞受賞／第8回中日展で準大賞受賞。

- 1987年-1996年 名古屋芸術大学で非常勤講師を務める。

- 1987年 第1回ミヤコ版画賞展でフランコニー賞受賞／第9回中日展で大賞受賞。

- 1988年 第8回現代日本絵画展で佳作賞受賞／第10回中日展で審査員特別賞受賞。

- 1989年-2000年 ノブギャラリー（岡崎市）で個展開催。

- 1990年 第18回日本国際美術展で三重県立美術館賞受賞。

- 1991年 東山荘現代美術展（名古屋市）にインスタレーション出品。

- 1992年 名古屋市芸術奨励賞受賞。

- 1993年 名古屋市民ギャラリー（名古屋市）で個展開催。

- 1998年 哲学たいけん村・無我苑（碧南市）で個展開催。

- 2001年 碧南市の碧インター東・陸橋下に壁画「なつかしい新須磨海岸」を描く。

- 2007年 イナテック本社ギャラリー（西尾市）で個展開催。

- 2012年-2019年 碧南市藤井達吉現代美術館の「碧南ビエンナーレ」に出品。

- 2012年 ギャラリー＆カフェ樹庵（安城市）で作品展「HEAVEN」開催／白竹ギャラリー（碧南市）で作品展「HEAVENⅡ-光の王国-」開催。

- 2015年 アートギャラリー910（安城市）で個展開催。

- 2016年 愛知県芸術文化選奨受賞／ギャラリーA・C・S（名古屋市）で作品展「夢 1000夜」開催。

- 2019年 カフェカノン（碧南市）で個展開催。

## 作風
- 現代的な抽象絵画を創出し、日本国際美術展、ホアン・ミロ国際ドローイング・デッサン展など国内外のグループ展に出品するほか、愛知県を中心に個展も数多く開催し、その過程で独自の作風を確立した。第16回日本国際美術展で国立国際美術館賞、第9回中日展で大賞、平成3年度名古屋市芸術奨励賞を受賞するなど、作品の独自性が高く評価されている[1]。

- ご当人は自らのバイオグラフィーをこう振り返っている──20代＝前衛の時代／30代＝世界・宇宙観の時代、灰・黒の時代／40代＝白の時代（立体）／50代＝海外を各地旅行後、白の時代II／60代＝自由自在になりたい時代／60代後半＝桃色の時代／70代（予定）＝何でもいいやの時代[2]。

## 装幀・装画
- 北川透『北川透全対話』（風琳堂、1987年）

- 永島卓『水に囲まれたまちへの反歌』（思潮社、2011年）

## 作品所蔵先
- 国立国際美術館（大阪市）

　「A Space Odyssey 86-I」
- 三重県立美術館（津市）

　「A SPACE ODYSSEY 90 BLACK RIVER」
　「A SPACE ODYSSEY 90-III」
- 岡崎市美術館（岡崎市）

　「A SPACE ODYSSEY 87-V」
- 碧南市藤井達吉現代美術館（碧南市）

　「A SPACE ODYSSEY 86-V」
- 碧南市民病院（碧南市）

　「A SPACE ODYSSEY 92 BLUE-30」
- 碧南市役所（碧南市）

　「A SPACE ODYSSEY 87 K-II」
- タイガージャイロスコープ（碧南市）

　「A SPACE ODYSSEY 88-I」
　「A SPACE ODYSSEY 88-III」
　「A SPACE ODYSSEY 88-5」
　「A SPACE ODYSSEY 93 NCG」